# تپه کربلایی محمد
تپه کربلایی محمد مربوط به هزاره اول قبل از میلاد - سدهٔ ۶ تا ۸ ه.ق است و در شهرستان شاهین دژ، بخش مرکزی، دهستان هولاسو، روستای هاچه سو واقع شده و این اثر در تاریخ ۷ اسفند ۱۳۸۵ با شمارهٔ ثبت ۱۷۶۳۳ به‌عنوان یکی از آثار ملی ایران به ثبت رسیده است.